# 三和精一
三和 精一（みわ せいいち、1902年（明治35年）8月10日 - 1964年（昭和39年）6月14日）は、昭和期の新聞編集者、実業家、政治家。衆議院議員。

## 経歴
青森県北津軽郡相内村（市浦村を経て現五所川原市）で、三和松三郎、ユキの三男（5人兄弟の末子）として生まれる。生家は「相清」と呼ばれた旧家で、幼少時は西津軽郡十三村で水戸口役人を務めていた祖父のもとで成長し薫陶を受けた。1914年（大正3年）3月、金木明治高等小学校を卒業し、朝鮮在住のリンゴ業者の伯父のもとに寄寓した。開成夜学校を経て、中央大学専門部法科で学んだが1923年（大正12年）9月に中退した。
1927年（昭和2年）4月、東京民友新聞社に入社。1929年（昭和4年）東京から青森市に転居し、1931月（昭和6年）8月、やまと新聞社に入社。1931年（昭和6年）青森市会議員選挙に立候補したが落選。1932年（昭和7年）「青森拳闘クラブ」を設けた。1933月（昭和8年）1月、五所川原町に移り『北辰日報』を発行し同社長兼主筆に就任。1935年（昭和10年）9月、青森県会議員選挙に出馬したが落選。1940年（昭和15年）5月、経営不振の津軽酒造株式会社の経営に参画して常務取締役に就任し、再建に貢献し、1948年（昭和23年）6月に社長となる。その他、五所川原製氷社長などを務めた。
1947年（昭和22年）青森県議会議員に選挙に北津軽郡から民主党公認で出馬して当選。1949年（昭和24年）1月の第24回衆議院議員総選挙に青森県第2区から民主党公認で出馬して落選。1952年（昭和27年）10月の第25回総選挙で初当選。第26回総選挙で再選されたが、1955年（昭和30年）2月の第27回総選挙は次点で落選した。1958年（昭和33年）5月の第28回総選挙で再選され、第29回総選挙でも当選し、衆議院議員に通算4期在任した。この間、第1次池田内閣・建設政務次官、自由党幹事、同国会対策副委員長、同基本問題調査会副会長、自由民主党国会対策副委員長などを務めた。外遊先のインドでの事故により右足を切断し療養を余儀なくされたこともあり、1963年（昭和38年）11月の第30回総選挙で落選し政界を引退した。

## 伝記
- 『三和精一伝』三和精一先生伝記刊行委員会、1981年。